# Agim Ajdarević
Agim Ajdarević (cyr: Агим Ајдаревић; ur. 7 maja 1969 w Medveđi jako Agim Hajdari) – jugosłowiański były piłkarz narodowości albańskiej.

## Życie prywatne
Ojciec piłkarzy Astrita, Arbena i Alfreda.